# IC 3848/1
IC 3848/1 је лентикуларна галаксија у сазвијежђу Береникина коса која се налази на листи објеката дубоког неба у Индекс каталогу.
Деклинација објекта је + 21° 24' 53" а ректасцензија 12h 52m 40,5s. Привидна величина (магнитуда) објекта IC 3848 износи 15,5 а фотографска магнитуда 16,5.